# 1995 în științifico-fantastic
- 1994 în științifico-fantastic — 1995 în științifico-fantastic — 1996 în științifico-fantastic

1995 în științifico-fantastic a implicat o serie de evenimente:

## Nașteri și decese

### Decese
- Erhard Agricola (n. 1921)
- Kingsley Amis (n. 1922)
- John Brunner (n. 1934)
- G. C. Edmondson (n. 1922)
- Jack Finney (n. 1911)
- Christopher Hodder-Williams (n. 1926)
- Boy Lornsen (n. 1922)
- Mike McQuay (n. 1949)
- Don Pendleton (n. 1927)
- Leigh Richmond (n. 1911)
- Charlotte Winheller (n. 1935)
- Adam Wiśniewski-Snerg (n. 1937)
- Margaret St. Clair (n. 1911) - a scris și sub pseudonime ca Idris Seabright și Wilton Hazzard.
- Roger Zelazny (n. 1937)

## Cărți

### Colecții de povestiri
- Moartea purpurie de Ovidiu Bufnilă

## Filme
| Titlu                            | Regizor                                        | Distribuție                                                     | Țara                                          | Sub-Gen /Note |
| -------------------------------- | ---------------------------------------------- | --------------------------------------------------------------- | --------------------------------------------- | ------------- |
| Attack of the 60 Foot Centerfold | Fred Olen Ray                                  | J.J. North, Ted Monte, Raelyn Saalman, Tim Abell                | Statele Unite ale Americii                    | Comedy film   |
| Caged Heat 3000                  | Aaron Osborne                                  | Lisa Boyle, Kena Land, Bob Ferrelli                             | Statele Unite ale Americii                    | [ 3 ] [ 4 ]   |
| The City of Lost Children        | Marc Caro, Jean-Pierre Jeunet                  | Ron Perlman, Daniel Emilfork, Judith Vittet                     | Franța · Spania · Germania                    |               |
| Congo                            | Frank Marshall                                 | Laura Linney, Ernie Hudson, Tim Curry, Dylan Walsh              | Statele Unite ale Americii                    |               |
| Cyborg Cop II                    | Sam Firstenberg                                | David Bradley, Morgan Hunter, Jill Pierce                       | Statele Unite ale Americii                    |               |
| The Demolitionist                | Robert Kurtzman                                | Nicole Eggert, Richard Grieco, Susan Tyrrell                    | Statele Unite ale Americii                    | [ 5 ]         |
| Fist of the North Star           | Tony Randel                                    | Gary Daniels, Costas Mandylor, Chris Penn                       | Statele Unite ale Americii · Japonia          | arte marțiale |
| Galaxis                          | William Mesa                                   | Craig Fairbrass, John Romualdi, Sam Raimi                       | Statele Unite ale Americii                    | [ 6 ]         |
| Gamera: Guardian of the Universe | Shusuke Kaneko                                 | Tsuyoshi Ihara, Akira Onodera, Ayako Fujitani                   | Japonia                                       |               |
| Ghost in the Shell               | Mamoru Oshii                                   |                                                                 | Japonia                                       | Anime         |
| Godzilla vs. Destoroyah          | Takao Okawara                                  | Megumi Odaka, Momoko Kochi                                      | Japonia                                       |               |
| Johnny Mnemonic                  | Robert Longo                                   | Keanu Reeves, Dolph Lundgren, Takeshi Kitano                    | Canada                                        |               |
| Judge Dredd                      | Danny Cannon                                   | Sylvester Stallone, Armand Assante, Diane Lane, Rob Schneider   | Statele Unite ale Americii                    |               |
| Memories                         | Katsuhiro Otomo, Koji Morimoto, Tensai Okamura |                                                                 | Japonia                                       | Anime         |
| Mosquito                         | Gary Jones                                     | Gunnar Hansen, Ron Asheton, Steve Dixon                         | Statele Unite ale Americii                    |               |
| Mutant Species                   | David A. Prior                                 | Leo Rossi, Ted Prior, Denise Crosby, Grant Gelt                 | Statele Unite ale Americii                    | [ 7 ] [ 8 ]   |
| Nemesis 2: Nebula                | Albert Pyun                                    | Sue Price, Chad Stahelski, Tina Cote                            | Statele Unite ale Americii                    |               |
| Outbreak                         | Wolfgang Petersen                              | Dustin Hoffman, Rene Russo, Morgan Freeman                      | Statele Unite ale Americii                    |               |
| Screamers                        | Christian Duguay                               | Ron White, Peter Weller                                         | Statele Unite ale Americii · Canada · Japonia |               |
| Species                          | Roger Donaldson                                | Ben Kingsley, Michael Madsen, Alfred Molina, Natasha Henstridge | Statele Unite ale Americii                    |               |
| Strange Days                     | Kathryn Bigelow                                | Ralph Fiennes, Angela Bassett, Juliette Lewis                   | Statele Unite ale Americii                    |               |
| Tank Girl                        | Rachel Talalay                                 | Lori Petty, Ice-T, Naomi Watts, Malcolm McDowell                | Statele Unite ale Americii                    |               |
| Terminal Impact                  | Yossi Wein                                     | Bryan Genesse, Frank Zagarino, Jennifer Millar                  | Statele Unite ale Americii                    | [ 9 ] [ 10 ]  |
| 12 Monkeys                       | Terry Gilliam                                  | Bruce Willis, Madeleine Stowe, Brad Pitt, Christopher Plummer   | Statele Unite ale Americii                    | [ 11 ]        |
| Vampire Vixens from Venus        | Ted A. Bohus                                   | Leon Head, Michelle Bauer, Theresa Lynn                         | Statele Unite ale Americii                    | [ 12 ]        |
| Village of the Damned            | John Carpenter                                 | Christopher Reeve, Kirstie Alley, Linda Kozlowski               | Statele Unite ale Americii                    |               |
| Virtuosity                       | Brett Leonard                                  | Denzel Washington, Kelly Lynch, Russell Crowe                   | Statele Unite ale Americii                    |               |
| Waterworld                       | Kevin Reynolds                                 | Kevin Costner, Dennis Hopper, Jeanne Tripplehorn                | Statele Unite ale Americii                    | [ 13 ]        |
|                                  |                                                |                                                                 |                                               |               |

## Premii

### Premiul Hugo
Premiile Hugo decernate la Worldcon pentru cele mai bune lucrări apărute în anul precedent:
- Premiul Hugo pentru cel mai bun roman: Dans în oglindă de Lois McMaster Bujold
- Premiul Hugo pentru cea mai bună povestire:
- Premiul Hugo pentru cea mai bună prezentare dramatică:
- Premiul Hugo pentru cea mai bună revistă profesionistă:
- Premiul Hugo pentru cel mai bun fanzin:

### Premiul Nebula
Premiile Nebula acordate de Science Fiction and Fantasy Writers of America pentru cele mai bune lucrări apărute în anul precedent:
- Premiul Nebula pentru cel mai bun roman: Alegerea lui Hobson de Robert J. Sawyer
- Premiul Nebula pentru cea mai bună nuvelă:
- Premiul Nebula pentru cea mai bună povestire:

### Premiul Saturn
Premiile Saturn sunt acordate de Academy of Science Fiction, Fantasy and Horror Films:
- Premiul Saturn pentru cel mai bun film științifico-fantastic: Armata celor 12 maimuțe, regizat de Terry Gilliam